# Rorippa benghalensis
Rorippa benghalensis là một loài thực vật có hoa trong họ Cải. Loài này được (DC.) H. Hara miêu tả khoa học đầu tiên năm 1974.